# Biểu tượng quốc gia Cuba
Các biểu tượng quốc gia chính thức của Cuba là:
- Quốc kỳ, được Narciso López sáng tạo ngày 19/5/1850 tại Cárdenas, Matanzas. Được tuyên bố là lá cờ quốc gia ngày11/4/1869.
- Quốc huy Cuba, còn được gọi Biểu tượng Palma Real, được tạo năm 1849.
- La Bayamesa (Quốc ca), được hát công khai ngày 11/6/1868.

Thiết kế chi tiết kỹ thuật của lá cờ và biểu tượng đã được thành lập bởi tổng thống đầu tiên của Cuba, Tomas Estrada Palma bởi nghị định 21/4/1906 và không thay đổi kể từ đó đến nay.

## Quốc kỳ
Lá cờ của Cuba thiết kế bởi Narciso López vào năm 1850, khi giải phóng Cardenas. Trong giai đoạn đầu tiên của cuộc chiến tranh giải phóng 1868 - 1878, lá cờ Cuba được kéo lên tại Yara, vào ngày 10/10/1868 bởi Carlos Manuel de Céspedes, hành động mở đầu cho cuộc cuộc chiến tranh giải phóng trường kỳ. Ngày 11/4/1869, Đại diện Chính quyền Cộng hòa Cuba đã nhất trí thông qua lá cờ năm 1850 như là lá cờ chính thức của Cuba. Trong cuộc chiến năm 1895 - 1898 tại các mặt trận tương tự tiếp tục được sử dụng như lá cờ của nước Cộng hòa. Khi đất nước trở thành một quốc gia độc lập (1902), lá cờ này đã được phê chuẩn là lá cờ chính thức của Cuba.
Ba sọc màu xanh tượng trưng cho ba vùng của Cuba bị chia vào giữa thế kỷ XIX, như một cách thể hiện nguyện vọng của tất cả các vùng của đất nước đến độc lập và tự do. Tam giác màu đỏ tượng trưng cho máu đổ ra để đạt được những mục tiêu đó. Ngôi sao màu trắng tượng trưng cho độ cao và độ tinh khiết của những lý tưởng của Cuba.
Các thông số kỹ thuật chính thức của lá cờ đã được nêu ra bởi Nghị định của Tổng thống 154 của 24/4/1906.

## Quốc ca
Bài ca Bayamo là quốc ca Cuba, có lời bài hát và giai điệu được sáng tác bởi Pedro Figueredo Cisneros và được người dân Cuba hát lần đầu tiên vào ngày 20/10/1868 khi thành phố Bayamo được giải phóng. Sự sắp xếp nhạc cụ được sáng tác bởi nhà thơ Manuel Muñoz Cedeño.

## Quốc huy
Thiết kế của huy hiệu của Cuba dựa trên sự chấp nhận của những người cách mạng năm 1850. Sau một vài sửa đổi liên tiếp, biểu tượng này đã có được kết cấu như hiện nay.
Phía trên cùng là Mũ Phrygian (Gorro Frigio) hoặc mũ tự do có một ngôi sao duy nhất, với đường viền của các bộ phận được bao quanh bởi một nhánh cây sồi ở một bên và vòng nguyệt quế ở bên kia.
Nhánh sồi tượng trưng cho sức mạnh của đất nước; và vòng nguyệt quế: Danh dự và vinh quang.
Mũ Phrygian tượng trưng cho tự do, và ngôi sao duy nhất trên Phrygian Cap là viết tắt của Tự do.
Những biểu tượng này có nghĩa là đại diện cho quyền của con người: Bình đẳng, Tự do và Tình huynh đệ.
Trong phần ba phía trên, tượng trưng cho Cuba là "chìa khóa của Vịnh", vì hòn đảo này được gọi từ thế kỷ mười lăm, vì vị trí chiến lược của nó ở lối vào Vịnh Mexico, giữa bán đảo Yucatan và Florida. Trong nền, một nửa vòng mặt trời xuất hiện trên đường chân trời biển, tượng trưng cho sự ra đời của một quốc gia mới đối với cuộc sống tự do và tiến bộ. Khóa được treo trong không khí, giữa hai đầu đại diện cho các bán đảo đã đề cập.
Ở phía dưới bên phải thứ ba (bên trái người xem) là các vùng Đông, Trung và Tây được nhắc đến trong biểu trưng trên lá cờ, với 3 sọc xanh.
Ở phía dưới bên trái (bên phải người xem) tái tạo một cảnh quan quốc gia điển hình của Cuba, với một cây cọ mọc cao, một hình ảnh tượng trưng cho bản chất Cuba; ban đầu hình ảnh là con vật đồng bằng; lần thứ hai là hai ngọn núi.
Các thông số kỹ thuật chính thức của quốc huy được ký bởi Nghị định số 154 của Tổng thống ngày 24/4/1906.